# Wang Qiang (tennisspiller)
 Der er flere personer med dette navn, se Wang Qiang.
Wang Qiang (født 14. januar 1992 i Tianjin, Folkerepublikken Kina) er en professionel kvindelig tennisspiller fra Folkerepublikken Kina.